# Miss USA 2002
A 51ª edição do concurso Miss USA foi realizada no dia 2 de março de 2002, em Gary, Indiana. O evento foi vencido por Shauntay Hinton, do Distrito de Columbia, coroada pela antecessora Kandace Krueger, do Texas.
Hinton foi a primeira afro-americana a vencer o concurso desde que Chelsi Smith foi eleita Miss USA em 1995. Também foi a primeira vencedora do Distrito de Columbia desde 1964.

## Resultados

### Classificações
| Resultados finais | Candidata |
| ----------------- | --- |

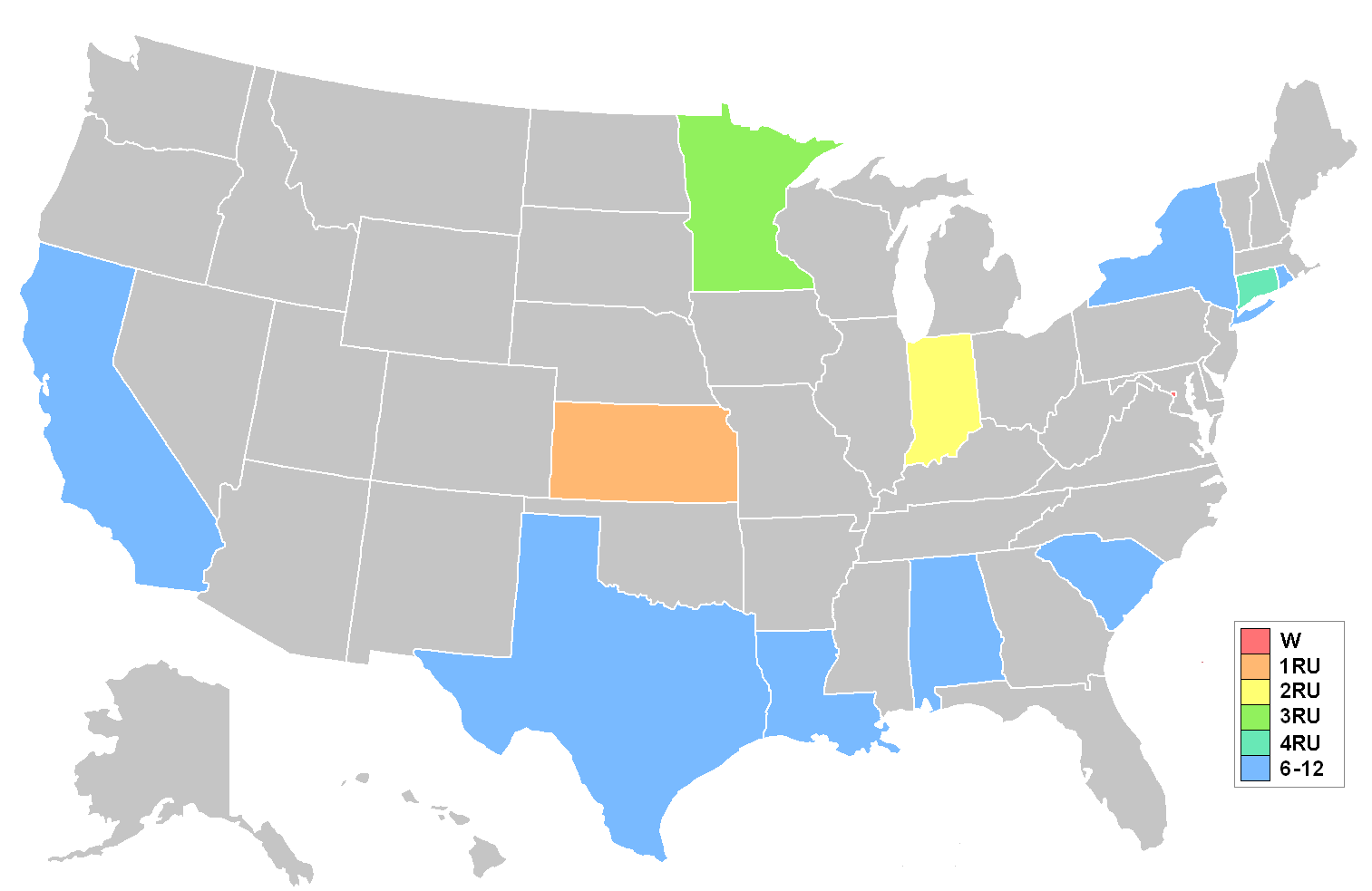
Mapa mostrando as classificações por Estado

| Miss USA 2002     | - Distrito de Columbia - Shauntay Hinton |
| 2ª colocada       | - Cansas - Lindsay Douglas |
| 3ª colocada       | - Indiana - Kelly Lloyd |
| 4ª colocada       | - Minnesota - Lanore VanBuren |
| 5ª colocada       | - Connecticut - Alita Dawson |
| Top 12            | - Carolina do Sul - Ashley Williams - Luisiana - Anne Lene - Texas - Kasi Kelly - Alabama - Tara Tucker - Rhode Island - Janet Sutton - Califórnia - Tarah Peters - Nova York - Karla Cavalli |

### Premiações especiais
- Miss Simpatia: Meredith McCannell (Montana)
- Miss Fotogenia: Shannon Ford (Flórida)
- Melhor em Trajes de Banho: Lanore VanBuren (Minnesota)